# 모리 도시키
모리 도시키(일본어: 森 俊貴, 1997년 8월 29일~)는 일본의 축구 선수이다.

## 구단 경력
그는 2020년 J2리그의 도치기 SC에 입단했다. 2024년까지 163경기에 출전하여, 12득점을 넣었다. 2025년 J3리그의 도치기 시티로 이적했다.